# Malesherbia
Malesherbia je rod iz potporodica Malesherbioideae, iz porodice trubanjovki. Ima od 24 do 27 vrsta. Ovo je kserofilna skupina endemična za pustinje u Peruu, Čileu i Argentini.
Autorstvo ovog roda pripada dvojcu Ruiz y Pavón, španjolskim botaničarima Hipólitu Ruizu Lópezu i Joséu Antoniju Pavónu Jiménezu.
Prema sustavu klasificiranja APG III danas je ovaj rod razvrstan u porodicu Passifloraceae, a prije je bio razvrstan kao jedini rod porodice Malesherbiaceae D. Don, nom. cons.. Danas je Malesherbiaceae sinonim za Passifloraceae.
Karla M. Gengler-Nowak (2003.) predložila je razvrstavanje ovog roda u pet odjeljaka: Albitomenta, Cyanpetala, Malesherbia, Parvistella i Xeromontana.
Vrste u ovom rodu su:
1. Malesherbia angustisecta Harms
2. Malesherbia ardens J.F.Macbr.
3. Malesherbia arequipensis Ricardi
4. Malesherbia auristipulata Ricardi
5. Malesherbia campanulata Ricardi
6. Malesherbia corallina Muñoz-Schick & R.Pinto
7. Malesherbia densiflora Phil.
8. Malesherbia deserticola Phil.
9. Malesherbia fasciculata D.Don
10. Malesherbia fatimae Weigend & H.Beltrán
11. Malesherbia haemantha Harms
12. Malesherbia humilis Poepp.
13. Malesherbia lactea Phil.
14. Malesherbia lanceolata Ricardi
15. Malesherbia laraosensis H.Beltrán & Weigend
16. Malesherbia linearifolia (Cav.) Poir.
17. Malesherbia lirana Gay
18. Malesherbia multiflora Ricardi
19. Malesherbia obtusa Phil.
20. Malesherbia paniculata D.Don
21. Malesherbia rugosa Gay
22. Malesherbia scarlatiflora Gilg
23. Malesherbia solanoides Meyen
24. Malesherbia splendens Ricardi
25. Malesherbia tenuifolia D.Don
26. Malesherbia tocopillana Ricardi
27. Malesherbia tubulosa (Cav.) J.St.-Hil.
28. Malesherbia turbinea J.F.Macbr.
29. Malesherbia weberbaueri Gilg